# The Lord of the Rings Online
The Lord of the Rings Online (LOTRO) is een MMORPG die gebaseerd is op de In de Ban van de Ring-trilogie van Tolkien en zich afspeelt in Midden-aarde. Deze game is op 24 april 2007 uitgebracht door Turbine. Het spel was oorspronkelijk alleen voor betalende gebruikers, maar is nu ook gratis te spelen. Betalende spelers krijgen elke maand verschillende voordelen.

## Gameplay
Het spel en zijn omgeving is gebaseerd op De Hobbit en In de Ban van de Ring. Turbine heeft geen rechten om andere werken van Tolkien te gebruiken, zoals De Silmarillion en De Kinderen van Húrin. Het grootste deel van de gameplay is standaard zoals die in MMORPG's wordt gebruikt. De speler beweegt een zelf ontworpen personage door een wereld, en communiceert met andere spelers en NPC's. Personages worden sterker naarmate ze een hoger level worden. Dit gebeurt door het doen van Quests, Craften, of door het verslaan van monsters.

### Valuta
In LOTRO, zoals in elke MMORPG, zijn er winkels waar je spullen in kan kopen. In de gewone winkels bestaat de valuta uit goud, zilver, en koper. Ieder goudstuk is duizend zilverstukken waard, die op hun beurt weer ieder honderd koperstukken waard zijn. Een speler kan maximaal tienduizend goudstukken bezitten. Geld wordt verdiend door het verslaan van monsters, het succesvol afmaken van quests, of door het Craften van waardevolle spullen.

### De LOTRO Store
Een overkoepelende winkel in LOTRO is de LOTRO Store. In tegenstelling tot gewone winkels is de LOTRO Store geen fysieke locatie op de kaart, maar een menu dat elke speler op elk moment kan openen. In de LOTRO Store is een scala aan artikelen te koop, die cosmetisch kunnen zijn, maar ook artikelen die erg nuttig zijn voor spelers. In de LOTRO Store betaal je met LOTRO Points ("LP"). Als speler kan je LP verdienen door het doen van Deeds, en soms ook voor het afmaken van Quests. Ook kan je voor echt geld LOTRO Points kopen. Betalende spelers (VIPs) krijgen bovenop hun andere bonussen ook nog 500 LP per maand extra.

## Quests
De belangrijkste verhaallijn ("Epic Quest Line") is een serie van quests, met steeds een hogere moeilijkheidsgraad, en vertelt het verhaal van 'The Lord of the Rings', maar gezien vanuit het standpunt van jouw character. De Quests worden ondergebracht in Delen ("Volumes"), Boeken ("Books") en Hoofdstukken ("Chapters"). Elk continent heeft zijn eigen Deel, waarin elk gebied zijn eigen Boek met daarin verschillende Hoofdstukken heeft.
Ook zijn er vele andere quests die je kan doen, door met een NPC te praten. Deze zijn niet verplicht, maar geven je wel veel XP die je nodig hebt om een level omhoog te gaan. Ook geven deze quests je vaak goede wapens en andere spullen.

### Deeds
Een belangrijk onderdeel van het questsysteem van LOTRO zijn de Deeds. Er zijn verschillende typen deeds, ieder met een ander doel, zoals monsters verslaan, skills gebruiken en quests doen in een bepaald gebied. Deeds heb je nodig om betere Traits te ontwikkelen of nieuwe titels te krijgen. Ook krijg je van de meeste Deeds Turbine Points, dat is een soort geld dat je kan gebruiken in de Lotro Store en waarmee je allerlei handige dingen kan kopen, zoals nieuwe Quest Packs (de mogelijkheid om quests te doen in andere gebieden), meer plaats in je Inventory, maar ook Cosmetic Outfits.

### Titles
Ook kun je in LOTRO nieuwe Titels verdienen. Titels kan je laten zien aan andere spelers, om zo te laten zien wat je hebt bereikt. Je kan titels verdienen door Deeds te doen, quests te halen, bepaalde handelingen uit te voeren en levels omhoog gaan zonder dood te gaan.

## Combat
Het Combatsysteem in LOTRO verschilt niet veel van dat van andere MMO's. Je personage is een class, die je kiest als je je personage aanmaakt. Op die classes is het gevechtssysteem gebaseerd. Sommige classes zijn healers, andere zijn geschikter voor damage. Met het kopen van wapens en armour doe je meer damage en ben je beter beschermd.

### Skirmishes
Een uitdagend onderdeel van LOTRO is het doen van Skirmishes. Dit zijn kleine gevechten, in een gebied waar geen andere spelers kunnen komen dan jij en je vrienden, waarmee je Reputation en XP verdient. Skirmishes zijn op te delen in twee soorten: Skirmishes en Classics. Skirmishes zijn bedoeld voor reputation en XP, terwijl Classics uitdagender zijn. Met het doen van Classics kan je verschillende soorten armour verdienen, vaak beter dan normaal armour.

### Traits
Een ander aspect van vechten in LOTRO zijn Traits. Dit zijn eigenschappen die je kan verdienen door het doen van deeds en quests. Traits zorgen ervoor dat je personage sterker wordt, zodat je beter bent voorbereid op gevechten. Vroeger moest je voor elke verandering aan je Traits naar een Bard toe gaan, maar sinds de laatste nieuwe expansion (Helm's Deep), kan je op elk moment zelf je traits veranderen. Er zijn drie soorten traits: Virtue traits, Race traits en Class trais. De meeste Virtue traits krijg je door Deeds te doen, en ze zorgen ervoor dat je sterker wordt in een gevecht. Iedere speler, zonder onderscheid van Class of Race, kan dezelfde Virtues krijgen, maar aangezien je er maximaal 5 Virtues tegelijk kan activeren, heb je nog een keuze waar je op focust. Race traits hangen, zoals de naam als vermoedt, af van je ras (Mens, Elf, Dwerg of Hobbit). Er zijn 9 Race traits per ras, met verschillende functies: teleportatie, een speciale skill of een verbetering van je stats. Het systeem van Class traits is anders. Het hangt af van je Klasse. Elke klasse heeft 3 'trait trees': rood, geel of blauw. Elke tree fixeert op een ander aspect van je class, bijvoorbeeld voor de Champion focust rood op damage tegen één vijand, geel zorgt voor Area of Effect (AoE) damage, tegen meerdere vijanden tegelijk, en blauw gebruik je om te 'Tanken' (ervoor zorgen dat je de aandacht trekt van de vijand, zodat ze niet de zwakkere leden van je groep aanvallen, zoals de healer). Om skills te krijgen, moet je 'trait points' krijgen. Dit kan door een level omhoog te gaan, of door een Class deed te doen.

## Omgeving
De omgeving van LOTRO is gebaseerd op die uit In de Ban van de Ring. Wie het boek of de films kent, zal veel bekende plaatsen terugvinden. Bij elke update komen er meer gebieden bij, en duik je steeds verder het verhaal in. Belangrijke plaatsen als Rivendell en Bree zijn vaak bruisende steden waar spelers elkaar ontmoeten en handel drijven.
Als je net je personage hebt aangemaakt, zul je, afhankelijk van je ras, in Archet (Mensen), Celondim (Elven), Thorin's Hall (Dwergen) of Green Hill Country (Hobbit). De Epic Quest Line leidt uiteindelijk elk ras naar Bree, waarna de gezamenlijke Quest Line begint.

## Monster Play
Uniek aan LOTRO is de mogelijkheid om als monster tegen "goede" spelers te strijden. Dit gebeurt in de Ettenmoors, een gebied dat niet bereikbaar is voor niet-betalende spelers. Monster Play is echter wel gratis. Niet-betalende spelers kunnen maar één ras monster zijn: de Reaver (dit is de kwade weerspiegeling van de Champion), tenzij ze de andere classes kopen in de Lotro Store.
Als je je monster creëert, begin je in de basis van de kwaden: Gramsfoot. Hier kan je quests krijgen, maar niet voor XP. Als monster begin je namelijk op het hoogste level. Door quests te doen of spelers van de Free Peoples te verslaan, verdien je als monster Infamy en Commendations. Met Infamy ga je ranks omhoog, waardoor je sterker wordt en er meer skills en traits beschikbaar komen. Met commendations kan je deze skills en traits ook daadwerkelijk kopen.

### Freeps en Creeps
Het doel in Monster Play is, naast een zo hoog mogelijke rang te worden, om outposts te veroveren. Dit doe je door met een groep de NPC leider van het kasteel te verslaan, en daarna de vlag te hijsen. Er zijn 9 Outposts: 2 torens (Tirith Rhaw (TR) en Lugazag (Lugz)), een centraal kasteel (Tol Ascarnen), het houthakkerskamp (Lumber camp of LC) de Isendeep mijn (Isendeep Mine) en 4 kleinere Outposts (Hithlad Outpost (HOP), River Oupost (ROP), Arador's End Outpost (AEOP) en Isendeep Outpost (IOP)). Iedere veroverde basis geeft een boost aan de spelers van die zijde.
Deze kastelen worden zo goed mogelijk verdedigd. De meest gangbare manier om een kasteel te veroveren, is dan ook in een raid, een groep van 24 spelers. Voor elke speler die je verslaat, krijg je als Monster (Creep) Infamy en als gewone speler (Freep) Renown. Voor Freeps is Renown puur om een hogere rang te worden, waardoor er betere wapens verkregen kunnen worden.

### The Delving of Frór
The Delving of Frór, of kortweg 'Delving', is een openbare plaats met een aantal bosses. Als je die verslaat, krijgen alle spelers van jouw leger een bonus waardoor je meer Infamy en Renown krijgt. Deze bonus blijft duren totdat spelers van het andere leger de boss verslaan, en zo de bonus voor kun eigen team krijgen.

## Updates
Het spel wordt regelmatig bijgewerkt om zo het publiek te behouden. Meestal bevat een grote update (of expansion) een nieuwe regio met nieuwe quests en nieuwe items. Ook de level cap (het maximaal mogelijke level) wordt meestal verhoogd. Een van de oudere updates is "Shadows of Angmar", de update die erna kwam, heette "Mines Of Moria", daarna was het de beurt aan "Siege of Mirkwood", vervolgens kwam "Rise of Isengard", daarna "Riders of Rohan', "Helm's Deep" en sinds 2015 is ook Gondor toegankelijk. Het spel breidt nog steeds uit.
Indien de spelers willen questen e.d. dienen zij de regio-packs te kopen, met geld of met Turbine Points. De nieuwe level cap en items worden wel zonder extra kost beschikbaar gesteld voor alle spelers. Sinds expansion "Mordor" kunnen de spelers naar maximum level 115 gaan.